# 上海公交33路
33路是上海市的一条公交线路。原线是之前开通的22路全程车，起讫站为周家嘴路军工路至十六铺，2005年11月26日，22路全程改名为33路，上行 军工路周家嘴路、 爱国路、 内江路、 隆昌路、 双阳路、 周家嘴路、 长阳路、 兰州路、 江浦路、 许昌路、 辽阳路、 大连路 、海门路、 旅顺路 、白渡桥 、南京东路外滩、 金陵东路外滩、 十六铺。下行 十六铺、 南京东路外滩、 白渡桥、 旅顺路、 海门路、 舟山路、 大连路 、辽阳路、 许昌路、 江浦路、 兰州路、 黄兴路、 长阳路、 周家嘴路、 双阳路、 内江路、爱国路、军工路。
- 军工路5:00-23:00 十六铺4:45-23:45
- 单一票价：空调车2元

## 历史
2014年5月本线使用的上海申豪牌SWB6120KHV2-3型申沃客车，将部分车辆陆续报废，6月21日上午本线的上海申豪牌SWB6100V2型申沃客车运营半天，下午部分上海申豪牌SWB6100V2型申沃客车将陆续报废，依旧换新车。现如今使用SXC6112GBEV1。
1. ↑  . 8684公交.   [2024-04-06]. （原始内容存档于2024-04-06）.